# Castelmoron-sur-Lot
Castelmoron-sur-Lot is een gemeente in het Franse departement Lot-et-Garonne (regio Nouvelle-Aquitaine). De plaats maakt deel uit van het arrondissement Marmande. Castelmoron-sur-Lot telde op 1 januari 2022 1.830 inwoners.

## Geografie
De oppervlakte van Castelmoron-sur-Lot bedroeg op 1 januari 2022 23,25 vierkante kilometer; de bevolkingsdichtheid was toen 78,7 inwoners per km².

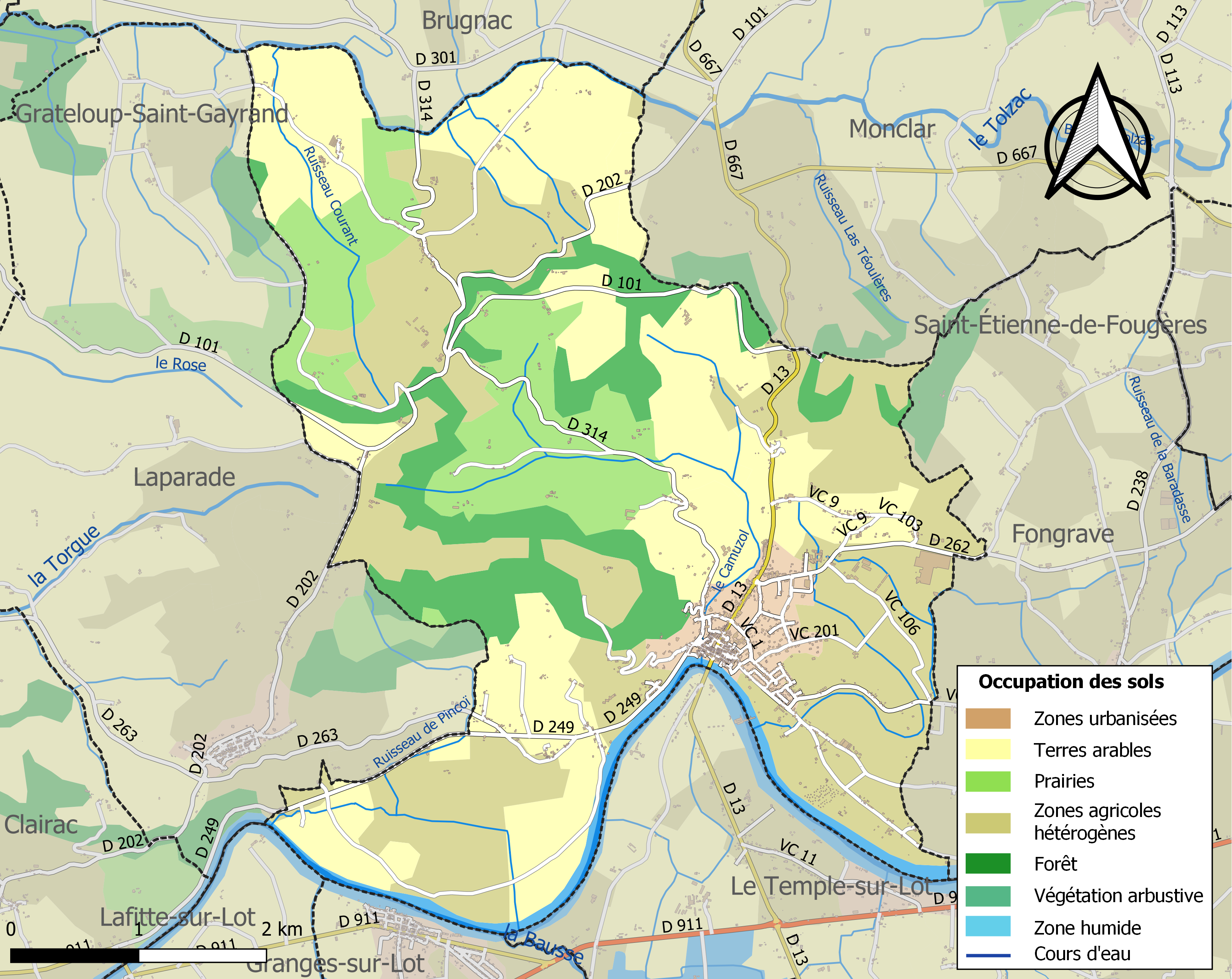
Kaart van de gemeente met de belangrijkste infrastructuur, bodemgebruik en omliggende gemeenten

## Demografie
Onderstaande figuur toont het verloop van het inwonertal (bron: INSEE-tellingen).